# Hale County, Alabama
Hale County är ett administrativt område i delstaten Alabama, USA, med 15 760 invånare. Den administrativa huvudorten (county seat) är Greensboro. 

## Geografi
Enligt United States Census Bureau så har countyt en total area på 1 699 km². 1 665 km² av den arean är land och 34 km² är vatten.

### Angränsande countyn
- Tuscaloosa County - nord
- Bibb County - nordöst
- Perry County - sydöst
- Marengo County - syd
- Greene County - väst